# Pierre-Joseph Garidel

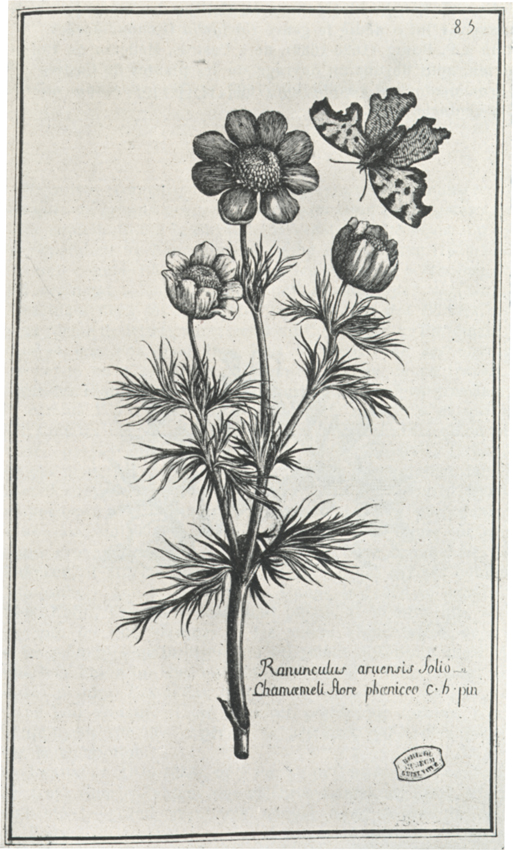
Ranunculus arvensis v Histoire des plantes qui naissent aux environs d'Aix (1715).

Pierre-Joseph Garidel (1. srpna 1658 Manosque – 6. června 1737 Aix-en-Provence) byl francouzský lékař a botanik.

## Život a kariéra
Pierre-Joseph Garidel byl synem právníka Pierra Garidela a jeho ženy Louisy de Barthelemy. Studoval medicínu na univerzitě v Aix-en-Provence u Honoré Bicaise a Antoina Mérindola (1570–1624).
Spolu s Josephem Pittonem de Tournefort a Charlesem Plumierem prozkoumali roku 1678 rostlinstvo regionů Dauphiné a Savojska.
23. června 1682 promoval na lékaře, a později na univerzitě pracoval jako profesor anatomie. Na návrh Tourneforta se stal 4. března 1699 členem Académie des sciences.
V jeho díle Histoire des plantes qui naissent aux environs d'Aix-en-Provence je poprvé popsána francouzská flóra. Jako první systematicky prozkoumal rostlinstvo Provence.
Joseph Lieutaud (1703–1780) byl jeho synovec.
Joseph Pitton de Tournefort po něm pojmenoval rostlinný rod Garidella z čeledi Ranunculaceae.

## Dílo
Histoire des plantes qui naissent aux environs d'Aix-en-Provence et dans plusieurs autres endroits de la Provence. Aix, 1715